# Acanthomysis ornata
Acanthomysis ornata är en kräftdjursart som beskrevs av O. Tattersall 1965. Acanthomysis ornata ingår i släktet Acanthomysis och familjen Mysidae. Inga underarter finns listade i Catalogue of Life.